# Leptomischus wallichii
Leptomischus wallichii là một loài thực vật có hoa trong họ Thiến thảo. Loài này được (Hook.f.) H.S.Lo mô tả khoa học đầu tiên năm 1993.